# Chiesa di San Silverio (Viarigi)
La chiesa di San Silverio è un luogo di culto non più consacrato che si trova a Viarigi, provincia di Asti in Piemonte. Risale al XV secolo.

## Storia
In origine sul sito fu probabilmente presente una chiesa di grande importanza, una pieve, con dedicazione a San Severo. Tale chiesa fu sempre legata, sin dal XII secolo, all'abbazia di San Bartolomeo di Azzano d'Asti. La chiesa di Viarigi ebbe il controllo di ampie aree anche nei comuni vicini. Storicamente non è certo che l'edificio originale non abbia avuto altra collocazione, la dedicazione rimase tuttavia inalterata a lungo, sin da quando il vescovo di Asti Giacomo, nel 1220 accordò la concessione all'erezione di una chiesa in onore San Severo a Viarigi.
Sul sito venne poi costruito il luogo di culto che ci è pervenuto, edificato con base a croce greca, nel 1473. Le forme recenti del periodo tardo barocco risalgono agli ultimi importabti lavori di ampliamento realizzati nel 1870. L'edificio è sconsacrato ed appartiene al comune di Viarigi.

## Descrizione
La chiesa sorge in posizione elevata nell'abitato di Viarigi, provincia di Asti in Piemonte. Da tempo non più adibita al culto, conserva l'originale portale in legno e la sala, ormai spoglia, conserva parte dei pavimenti in mosaico.